# کیه‌را اسمیت
کیه را اسمیت (انگلیسی: Kierra Smith؛ زادهٔ ۱ فوریهٔ ۱۹۹۴) ورزشکار ورزش شنا اهل کانادا است.
وی در مسابقات کشوری و بین‌المللی در مجموع برندهٔ ۱ مدال طلا، ۴ مدال نقره و ۱ مدال برنز شده‌است.